# Edmund Graves
Edmund Pike Graves (ur. 13 marca 1891 w Newburyport, w Massachusetts w USA; zginął 22 listopada 1919 we Lwowie) – Amerykanin, pilot, służył w polskiej 7 eskadrze myśliwskiej, która brała udział w wojnie polsko bolszewickiej. Zaciągnął się jako ochotnik do polskiego wojska w 1919 r. W tym samym roku zginął tragicznie podczas pokazów lotniczych we Lwowie. 

## Kariera wojskowa
W 1913 roku ukończył studia na Uniwersytecie Harvarda. Zaciągnął się w Kanadzie do brytyjskiego Królewskiego Korpusu Powietrznego (Royal Flying Corps – RFC). Został członkiem kadry nauczycielskiej w Szkole Artylerii Lotniczej w Fort Worth w Teksasie, a w 1918 instruktorem akrobacji lotniczych w Szkole Lotnictwa Specjalnego w Toronto w Kanadzie. W tym samym roku wysłano go do Anglii, nie zdążył jednak wziąć udziału w działaniach wojennych przed ukończeniem I wojny światowej. 
Rozczarowany faktem, że nie zdążył wziąć czynnego udziału jako pilot w I wojnie światowej, zgłosił się na ochotnika (oficjalnie dołączył do eskadry 12 października 1919) do formowanej właśnie Eskadry Kościuszkowskiej (7 eskadra myśliwska), aby wziąć udział w wojnie polsko bolszewickiej. Uważany był za pilota o bardzo wysokich kwalifikacjach, ale latającego bardzo ryzykownie. Merian C. Cooper, członek eskadry (późniejszy znany filmowiec) tak opisał go w swojej książce: 

... porucznik Graves wzbił się w górę. Pamiętam jak dziś jego wzlot. Rozpędził aeroplan na ziemi do szalonej szybkości, następnie zaczął robić koło. W ten sposób krążąc, zwężał koło, aż dolne skrzydła jego areoplanu prawie dotykały ziemi. Tak zatoczywszy na ziemi koło, - wzbił się w powietrze i zrobił najtrudniejszy i najlepszy popis w sztuce lotniczej, jaki kiedykolwiek widziałem.

Na brawurę, która cechowała Gravesa i niepotrzebne ryzyko jakie związane było z jego akrobacjami zwracali uwagę 
inni członkowie dywizji, w tym dowódca Cedric Fauntleroy. Sam Cooper napisał w swojej książce: 
„Był on niezaprzeczalnie najlepszym pilotem z nas wszystkich”.
22 listopada 1919 Lwów obchodził pierwszą rocznicę wyzwolenia. Z tej okazji czterech pilotów Eskadry Kościuszkowskiej uczestniczyło w pokazach lotniczych, które miały uświęcić obchody rocznicowe. Jednym z nich był Edmund Graves. Niestety, podczas wykonywania akrobacji nad miastem na myśliwcu Albatros D.III (Oef) uległ wypadkowi, ponosząc śmierć na miejscu. Tak opisał to Merian Cooper:

Graves krążył nad miastem, popisując się sztukami awiatycznymi, ale krążył zbyt nisko. Gdy znajdował się nad pałacem Potockich, na wysokości dwustu stóp, zrobił dwa karkołomne spiralne kozły, znane w amerykańskiej awiatyce jako "double barrel" (dubeltówka). Jest to jedna z najtrudniejszych sztuk jaką awiator wykonuje w powietrzu. Aeroplan był zbyt słaby do tego rodzaju popisów; prawe skrzydło złamało się i aeroplan runął na ziemię.
Graves nigdy nie tracił przytomności umysłu w niebezpieczeństwie. W mgnieniu oka zdążył schwycić jeszcze spadochron i wyskoczyć ze spadającej maszyny. Za nisko jednak był nad ziemią - spadochron nie zdołał się otworzyć i nieszczęsny Graves spadł na głowę, ponosząc śmierć na miejscu.

Pogrzeb porucznika Edmunda Gravesa odbył się z wielkimi honorami 24 listopada. W ostatniej drodze towarzyszyła mu orkiestra honorowa. Trumna spoczywała na kadłubie samolotu pokrytym jodłowymi gałęziami. Kadłub umiejscowiony był na lawecie ciągniętej przez trzy pary koni – do takiego pogrzebu mieli prawo tylko piloci którzy polegli w boju. W kondukcie pogrzebowym wzięło udział tysiące ludzi. Na czele orszaku maszerowała kompania żołnierzy armii generała Hallera. Było także wielu przedstawicieli III Grupy Lotniczej, Korpusu Oficerskiego, Misji Francuskiej i Batalionu Wartowniczego. Nad orszakiem krążył samolot pilotowany przez polskiego lotnika Franza Petera (Austriaka). 
Porucznik Edmund Pike Graves został pochowany na cmentarzu Orląt Lwowskich. Do dzisiaj pod kamienną
płytą z wykutymi na niej nazwiskami jego ciało spoczywa wraz z dwoma innymi członkami Eskadry Kościuszkowskiej: kapitanem Arthur H. Kelly i porucznikiem  G. Mac Callum.
Pośmiertnie został odznaczony Krzyżem Walecznych nr 18807.